# Massachusett-Sprache
Die Massachusett-Sprache ist eine Algonkin-Sprache, die bis ins 19. Jahrhundert von mehreren Ethnien im Südosten des heutigen USA-Bundesstaats Massachusetts einschließlich Cape Cod und der vorgelagerten Inseln gesprochen wurde. Auf Grund einer vollständigen Bibelübersetzung von John Eliot aus dem 17. Jahrhundert ist sie die mit Abstand am besten dokumentierte indigene Sprache Neuenglands. Sie ist nach ihren regionalen Varianten auch unter den Namen Natick, Wôpanâak (Wômpanâak, Wampanoag) und Pokanoket bekannt. Auf Grund eines seit 2000 laufenden Wiederbelebungsprojekts bei den Wampanoag-Indianern wird sie wieder von einer Handvoll Menschen fließend gesprochen.

## Historisches Sprachgebiet

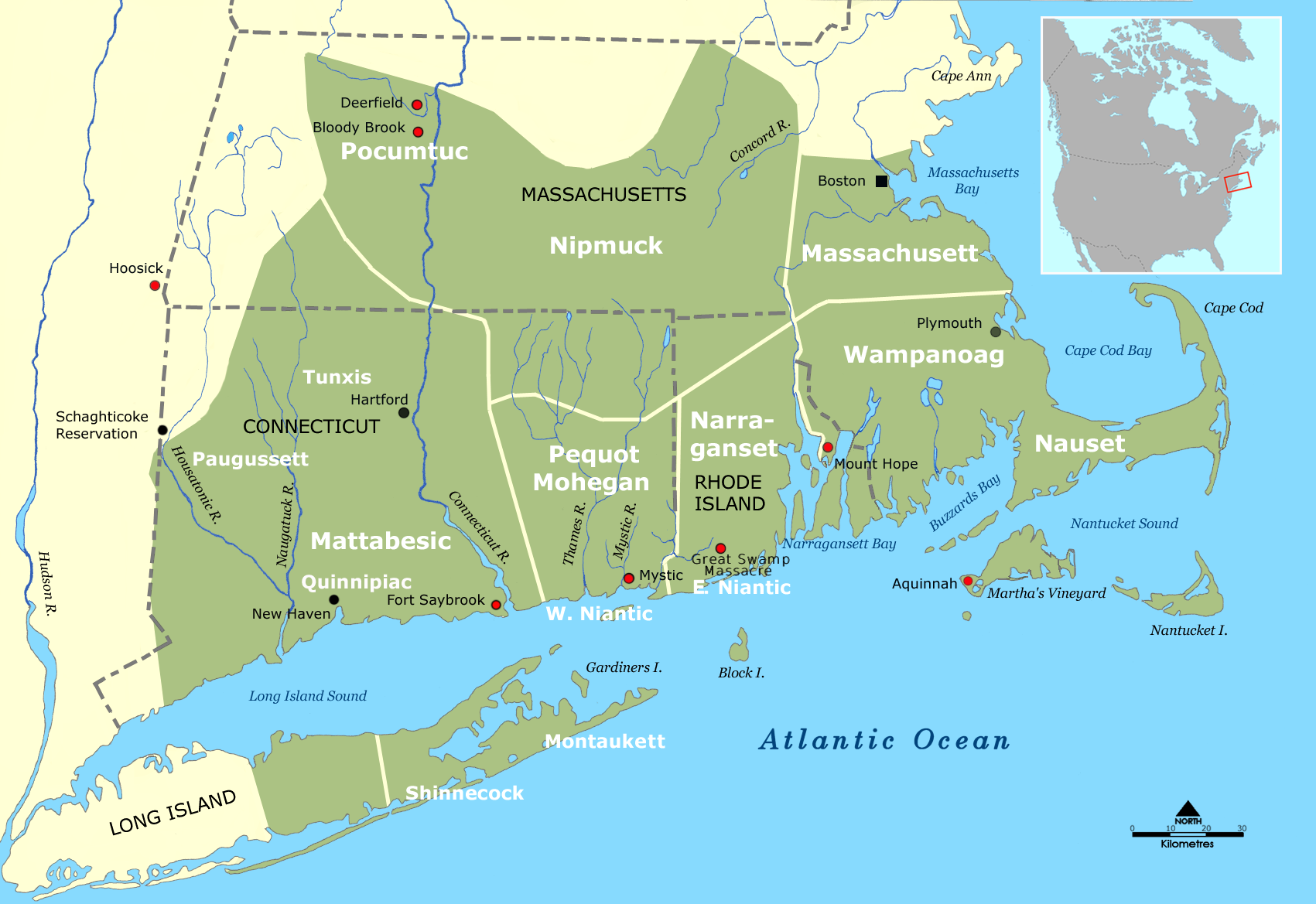
Siedlungsgebiete der Ethnien mit Südlichen Neuengland-Algonkinsprachen Anfang des 17. Jahrhunderts

Die Massachusett-Sprache wurde zu Beginn der Kolonialzeit um 1620 an der Atlantikküste und in den nachgelagerten Gebieten in Massachusetts zwischen dem heutigen Boston, Cape Cod und Mount Hope im äußersten Osten von Rhode Island von den Ethnien der Massachusett, Wampanoag, Naumkeag, Nauset und Cowesit gesprochen.

## Abgrenzung von anderen Algonkin-Sprachen
Massachusett gehört innerhalb der östlichen Algonkin-Sprachen zu den Südlichen Neuengland-Algonkinsprachen (Southern New England Algonquian, SNEA). Eng verwandt waren die Narragansett-Sprache im Gebiet von Rhode Island und das Pequot-Mohegan im östlichen Connecticut, ebenso die Sprache der nordwestlich im Binnenland lebenden Nipmuck. Von diesen Sprachen unterscheidet es sich als „N-Dialekt“, der angenommenes Ur-Ost-Algonkin *r als n realisiert, während das Munsee der Lenape ein „R-Dialekt“, Nipmuck ein „L-Dialekt“ und Narragansett wie Pequot-Mohegan ein „Y-Dialekt“ ist. So ist das Wort für „Hund“ (Ur-Ost-Algonkin *arum) auf Massachusett annúm, auf Nipmuck alùm, auf Mohegan ayum und auf Narragansett ayim. Von den genannten Sprachen hat nur das Massachusett den mittleren Vokal bestimmter Wörter erhalten (keine Synkope, „Feuerwaffe“ auf Montauk boshkeag, Pequot poshkeege, Massachusett paskehheg /paskiːhək/; „Mir ist kalt“ auf Pequot nuxquatch, Massachusett nukquosquatch /nukkəwaskəwatʃ/). Weitere Besonderheiten sind unter anderem neu gebildete Nasale wie /ã/ statt /a/ und die Verkürzung der Verb-Endung *-eyəw auf -ai („Es ist weiß“, Ur-Ost-Algonkin *wapeyəw, Massachusett wompi /wãpaj/, Munsee wápew, Mahican wapayo; vgl. aus derselben Wurzel das Ethnonym Wampanoag, „Menschen des Morgengrauens/Ostens“: Ur-Algonkin *wapan, Massachusett wampan /wãpan/ – „Morgengrauen“, -ow- „Person von“, *-aki Mehrzahl).

## Glottonym
Je nach Ethnie nannten die englischen Siedler die Sprache nach den Ethnonymen Massachusett, Natick, Pokanoket oder Wampanoag (in neuer Schreibweise Wôpanâak), meist aber einfach „Indian language“. Unter diesem Einfluss nannten die Indianer der Gebetsstädte ihre eigene Sprache Indianne unnontꝏwaonk („Sprache der Indianer“) und andere ihnen verständliche Dialekte hettuog oder unnnontꝏwaonk, ihnen unverständliche Sprachen dagegen penꝏwantꝏwaonk.

## Geschichte
Sprecher der Massachusett-Sprache kamen im 16. Jahrhundert erstmals mit englischen und französischen Händlern und Fischern in Kontakt. Zu dieser Zeit war das Sprachgebiet nach Berichten dicht besiedelt. Von den Europäern eingeschleppte Pocken, möglicherweise auch Leptospirose, führten in den Jahren von 1616 bis 1619 bei den Massachusett, Wampanoag und ihren Nachbarn an der Atlantikküste zu einer Epidemie, durch die ein Großteil der massachusettsprachigen Bevölkerung starb. Von der Epidemie waren insbesondere die Gruppen betroffen, die mit den Franzosen Handel betrieben hatten. Nach Einschätzung des Medizinhistorikers Alfred Crosby lag die Todesrate bei den Massachusett und den Pokanoket des Festlands bei etwa 90 %. So stießen die Siedler auf ein nur noch dünn besiedeltes Gebiet. Die Ethnien der Wampanoag und Massachusett – Sprecher dieser Sprache – kamen als erste mit den Siedlern der englischen Kolonien von Plymouth (Pilgerväter ab 1620) und Massachusetts Bay (Puritaner ab 1629) in Kontakt. Einige Siedler lernten die Sprache, um mit den Indianern Handel betreiben zu können. Mit der Zunahme der englischen Bevölkerung gab es ein steigendes Interesse, die zu einer Minderheit gewordenen Indigenen zu integrieren. Die englischen Missionare John Eliot, Thomas Mayhew und Roger Williams lernten die indigene Sprache, um den Indianern das Evangelium zu predigen. John Eliot hielt am 18. Oktober 1646 seine erste Predigt in Nonantum im Gebiet der Nipmuck (heute Teil von Newton in Massachusetts), woraufhin sich die ersten Indigenen zum Christentum bekehrten. Ab 1651 wurden die christianisierten Indianer (Praying Indians) in Gebetsstädten angesiedelt, wo sie die europäische Lebensweise lernten und der kolonialen Rechtsprechung unterstanden.

## Verschriftlichung

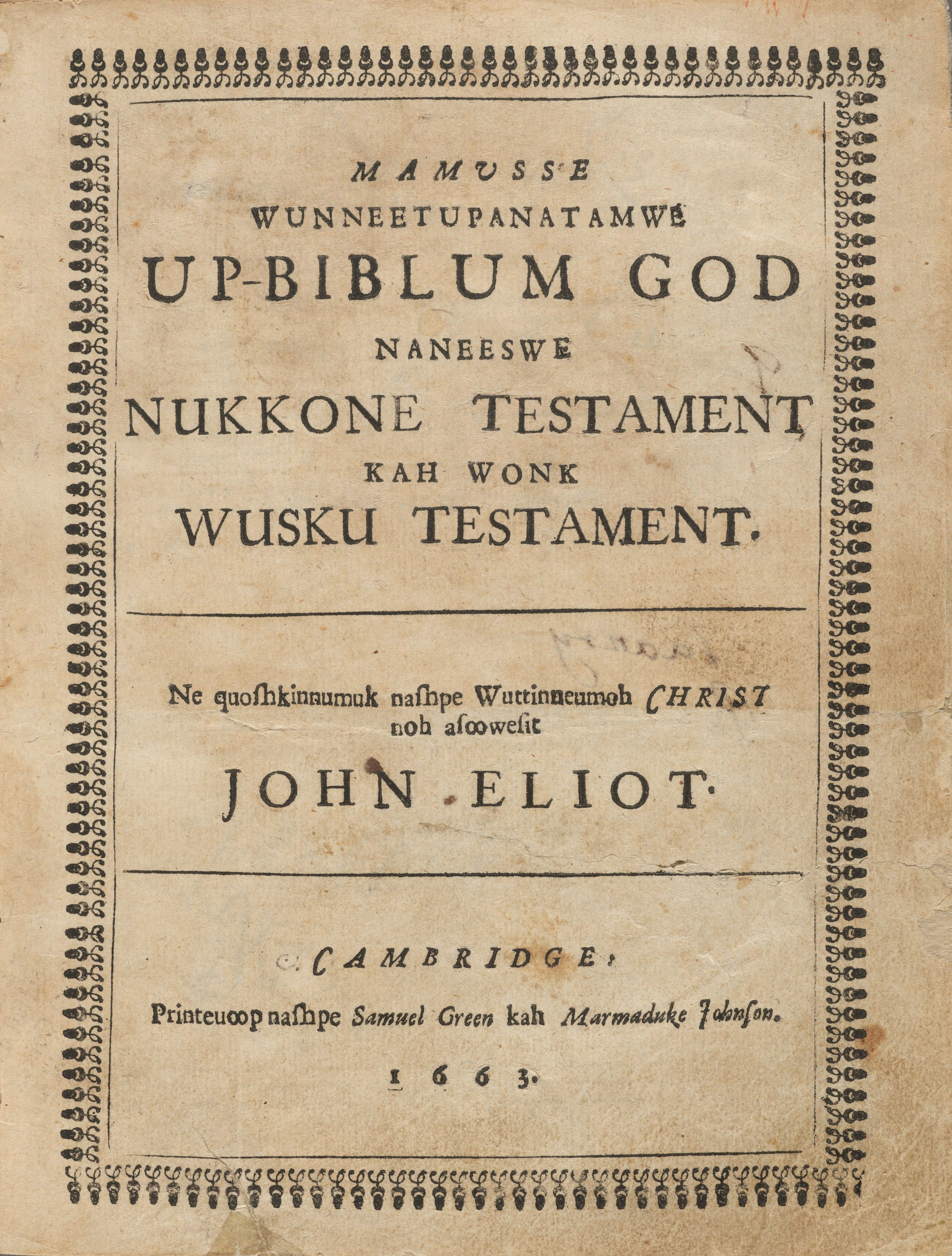
Die „indianische Bibel“ im Massachusett-Dialekt von Natick war 200 Jahre lang die einzige Bibel in einer indigenen Sprache des amerikanischen Doppelkontinents.

Gemeinsam mit seinem Lehrer der Massachusett-Sprache, Job Nesutan, dem Drucker James Wowaus (genannt James Printer) aus der Ethnie der Nipmuck, dem Montaukett Cockenoe (kakan-o, „der Dolmetscher“) aus Long Island und dem Wampanoag-Indianer John Sassamon übersetzte Eliot die Bibel in den Massachusett-Dialekt von Natick, wofür er eine Orthographie auf Grundlage der lateinischen Schrift schuf.
Diese indianische Bibel wurde 1663 unter dem Titel Mamusse Wunneetupanatamwe Up-Biblum God, naneeswe Nukkone Testament kah wonk Wusku Testament („The Holy Bible containing the Old Testament and the New, translated into the Indian language“) mit finanzieller Unterstützung der 1649 in London gegründeten „Gesellschaft zur Förderung der Bibel“ (Society for the Propagation of the Bible) in England als erste Bibel und eines der ersten Bücher Nordamerikas überhaupt am Harvard College in Cambridge (Massachusetts) in einer Auflage von 1000 Stück gedruckt.
Eliot begann, Indianern das Lesen und Schreiben beizubringen. An der Harvard University gab es von 1655 bis 1698 ein „Indian College“. In Natick setzte er als Schulmeister den dort einheimischen Monequassun ein. Thomas Mayhew begann 1651, bei den Wampanoag zu alphabetisieren und missionieren. Diese Aktivitäten setzten seine Kinder fort, darunter Experience Mayhew.
1674 konnten unter den Indianern der Gebetsstädte im Gebiet der Plymouth Colony laut einer von Daniel Gookin durchgeführten Untersuchung 29 % in der Massachusett-Sprache lesen und 17 % schreiben, während 2 % Englisch lesen und 0 % schreiben konnten. Am höchsten war der Anteil der lesekundigen (59 %) und schreibkundigen (31 %) Indianer in den Dörfern Codtanmut, Ashimuit und Weesquobs im Gebiet des heutigen Mashpee (Massachusetts).
Durch die Missionstätigkeit mit der Eliot-Bibel von Natick wurde die Massachusett-Sprache auch bei den Nipmuck und Pennacook verbreitet. Dialektunterschiede wurden durch die Verwendung des Dialekts von Natick ausgeglichen, sodass 1722 John Mayhew, Missionar bei den Wampanoag auf der Insel Martha’s Vineyard, hierzu zufrieden feststellte: „Die meisten der kleinen Unterschiede unter ihnen sind glücklicherweise verloren gegangen, und unsere Indianer [Wampanoag von Martha's Vineyard] sprechen und insbesondere schreiben so, wie die von Natick es tun“.
Auch Roger Williams, der als Verfechter der Gläubigentaufe und der Religionsfreiheit Massentaufen ablehnte und deshalb 1636 aus Massachusetts ausgewiesen wurde, benutzte die Eliot-Bibel bei seinen Lesungen unter den Narragansett in Rhode Island. Sein persönliches Exemplar der Eliot-Bibel, das im Roger Williams National Memorial in Providence (Rhode Island) aufbewahrt wird, weist handschriftliche Anpassungen des Massachusett-Bibeltexts an die von ihm erlernte Narragansett-Sprache auf.

### Bedeutung der Bibelübersetzung für die Sprache
Die Eliot-Bibel sollte zwei Jahrhunderte lang die einzige vollständige Bibelübersetzung in eine indigene Sprache des amerikanischen Doppelkontinents bleiben – bis zur Fertigstellung der Bibelübersetzungen ins Cree 1862 (in Silbenschrift) und in die Dakota-Sprache der Santee 1879. Zu dieser Zeit war die Massachusett-Sprache bereits ausgestorben. In Süd- und Mesoamerika sollte es erst in der zweiten Hälfte des 20. Jahrhunderts komplette Bibelübersetzungen geben, obwohl dort viele indigene Sprachen weitaus mehr Sprecher haben, als es die Massachusett-Sprache je hatte. So ist für diese ein vergleichsweise umfangreiches Textcorpus erhalten, was deutlich günstigere Voraussetzungen für eine nahezu vollständige Rekonstruktion bietet, als dies bei allen anderen ausgestorbenen Sprachen der nordamerikanischen Atlantikküste der Fall ist.
Heute sind von den einst 1000 Eliot-Bibeln der ersten Auflage von 1663 nur 37 bekanntermaßen erhalten; von der zweiten Auflage von 1685 sind es 53.

### Weitere Sprachdenkmäler
John Eliot übersetzte mit seinen indianischen Kollegen einen Katechismus und das Neue Testament (Nukkone Testament, erschienen 1651), das 1. Buch Mose und eine Überarbeitung des Matthäusevangeliums (1655), das Buch der Psalmen (1658, überarbeitet 1663) und die vollständige Bibel (1663), außerdem von Richard Baxter A Call to the Unconverted (1664, 2. Auflage. 1688) und von Lewis Baley The Practice of Piety (1665, 2. Auflage. 1686). 1666 gab John Eliot eine erste Grammatik der Massachusett-Sprache heraus.
Experience Mayhew, Missionar bei den Wômpanâak auf Martha’s Vineyard / Noepe, der im Übrigen Eliots Übersetzungen verwendete, gab im dortigen Wômpanâak-Dialekt den „Indianischen Psalter“ (Indian Psalter), eine Sammlung der Psalmen und das Johannesevangelium (1709, 2. Auflage. 1720) heraus, außerdem das Sprach-Lehrbuch Indian Primer (1720) und ein eigenes Werk, Indian Converts (1721) heraus, das hauptsächlich auf Englisch geschrieben war, aber Berichte von Wampanoag in deren eigener Sprache enthielt.
1707 gab Josiah Cotton, Einwohner von Plymouth (Massachusetts) und Sohn des Predigers bei den Wampanoag, John Cotton, ein „Vokabular der Massachusett- (oder Natick-) Indianersprache“ heraus.
Daneben sind einige persönliche Aufzeichnungen in dieser Sprache erhalten. Goddard und Bragdon veröffentlichten 1988 sämtliche handschriftlichen Texte von Muttersprachlern, die sie finden konnten, in einem Band.

## Niedergang
Durch die Gräuel im Laufe von „König Philips Krieg“ (1675–1676) und unmittelbar danach starben etwa 40 % der Massachusett-Sprecher. Während „betende Indianer“, die den Engländern halfen, von den Aufständischen getötet wurden, machten die Engländer Jagd auf die Aufständischen und töteten an vielen Orten alle Männer, während sie die Frauen und Kinder in die Sklaverei nach Westindien verkauften, wo diese ihre kulturelle Identität verloren. Doch auch die „betenden Indianer“ waren den Engländern verdächtig, weshalb diese während des Krieges auf der Insel Deer Island inhaftiert wurden, wo die meisten starben. Nach dem Krieg wurden Kinder aus den Gebetsstädten in englischen Familien aufgezogen, wo sie von der indigenen Kultur und Sprache entfremdet wurden. Viele der verfolgten Narragansett- und Wampanoag-Indianer fanden Zuflucht bei den Abenaki oder den Mahican, wo sie deren Sprachen übernahmen. Weitere Epidemien von Pocken, Masern, Diphtherie und Scharlach dezimierten die indigene Bevölkerung im 18. Jahrhundert weiterhin. Von den Gebetsstädten hielten sich nur vier bis ins 19. Jahrhundert. Erzwungene Abwanderung und Landverkauf ließen die indigenen Gemeinschaften dahinschmelzen. Eheschließungen indianischer Frauen mit schwarzen oder weißen Männern auf Grund fehlender indigener Männer im 18. Jahrhundert beschleunigten die Assimilation.
Die meisten Eliot-Bibeln wurden während des Aufstands zerstört, so dass Eliot 1685 eine zweite Auflage drucken ließ. Die Bereitschaft bei den englischen Siedlern, Aspekte der indigenen Kultur zu dulden, ging in Folge des Krieges weiter zurück. So wurden nach Eliots Tod keine weiteren Bücher mehr in der Massachusett-Sprache gedruckt. Eine Reihe von Briefen und offiziellen Dokumenten aus den Gebetsstädten belegen jedoch, dass die Schriftsprache der Indigenen bis Mitte des achtzehnten Jahrhunderts verwendet wurde. Anders als in den Gebetsstädten des Festlands konnten bei den Wampanoag auf der Insel Martha’s Vineyard / Noepe (Gebetsstadt Gay Head / Aquinnah) indigene Familien ihre sprachliche und kulturelle Identität mit ihrem christlichen Glauben über mehrere Generationen erhalten. In der ältesten Gebetsstadt Natick gab es 1798 nur noch einen Sprecher der Massachusett-Sprache, während bei den Wampanoag die letzten Muttersprachler im 19. Jahrhundert starben. Anfang des 20. Jahrhunderts konnten sich jedoch einige Wampanoag noch der Sprache erinnern.

## Projekt zur Wiederbelebung
Die Linguistin Jessie Little Doe Baird, Mitglied der Wampanoag-Ethnie, begann ihre Bemühungen zur Wiederbelebung der Sprache im Jahre 1993 und schloss ihre Master-Arbeit hierzu 2000 ab. Sie arbeitete eng mit dem Sprachwissenschaftler Kenneth Hale zusammen und kooperiert seit dessen Tod mit seinem Nachfolger Norvin Richards, einem Spezialisten für Algonkin-Sprachen, sowie mit der Lehrerin Nitana Hicks von den Wampanoag. Auf Grundlage des Textcorpus aus der Eliot-Bibel, religiösen Texten und Briefen der Indigenen stellte sie ein Vokabular zusammen und veröffentlichte im Jahr 2000 eine Grammatik. Im selben Jahr startete sie das Projekt der Wampanoag zur Wiederbelebung ihrer Sprache (Wômpanâak Language Reclamation Project). Von 2000 bis 2013 haben in diesem Rahmen 400 Angehörige der Wampanoag-Ethnie Kurse in dieser Sprache besucht. Eine Handvoll Kinder, darunter Bairds Tochter, sind inzwischen mit der Sprache aufgewachsen und sprechen sie fließend. Die Vokabular-Datenbank hat 2013 etwa 10.000 Worteinträge. Neben der Herausgabe eines Wörterbuchs sind im Rahmen des Projekts weitere Lehrmaterialien, die Einführung von Immersionsprogrammen, die Fortsetzung der Kurse und eine weitere Erforschung der Sprachdenkmäler geplant. Unterricht in der Sprache gibt es in vier Wampanoag-Gemeinden: Aquinnah, Mashpee, New Bedford und Plymouth (Massachusetts).

## Phonologie

### Konsonanten
Laut Rekonstruktion hat das Massachusett folgende Konsonanten:
|             | Labial | Alveolar  | Palatal/ Postalveolar | Velar | Glottal |
| ----------- | ------ | --------- | --------------------- | ----- | ------- |
| Plosiv      | [p]    | [t], [tʲ] | [tʃ]                  | [k]   |         |
| Frikativ    |        | [s]       | [ʃ]                   |       | [h]     |
| Nasal       | [m]    | [n]       |                       |       |         |
| Approximant | [w]    |           | [j]                   |       |         |

| Laut  | Orthographie | Wortbeispiel                                        | Deutsches Beispiel | Anmerkung |
| ----- | --- | --------------------------------------------------- | ------------------ | --- |
| [b]   | B | Bithnia /ˈbiθˌnia/, 'Bithynien'                     | Ball               | Nur als /b/ in Lehnwörtern. Auch als [p] in Algonkin-Erbwörtern, meist ersetzt durch P. |
| [tʃ]  | CH, J medial/final: DJ, DCH, DTCH, HCH, JT, TCH                                                                                     | cheeku /ˈtʃiːˈkuː/, 'nach langer Zeit'              | Tschako            | |
| [d]   | D | Eden /ˈiːˌdən/, 'Eden'                              | dort               | Nur als /d/ in Lehnwörtern. Auch als /t/ in Algonkin-Erbwörtern, meist ersetzt durch T. |
| [f]   | F | figse /ˈfiːkˌsə/, 'Feigen'                          | fallen             | Selten, nur in Lehnwörtern. |
| [ɡ]   | G | God /ɡad/, 'Gott'                                   | geben              | Nur als /ɡ/ in Lehnwörtern. Auch als /k/ in Algonkin-Erbwörtern, meist ersetzt durch K. |
| [h]   | H medial/final: HH | howan /ˈhaˌwan/, 'wer?'                             | Hund               | H wurde als Dehnungs-h oder für eine Atempause verwendet. |
| [d͡ʒ]  | J, G | Jabal /ˈdʒeɪˌbəl/, 'Jabal'                          | Dschungel          | Nur als /d͡ʒ/ in Lehnwörtern. Mit anderen Konsonanten oder einzeln für /tʲ/ oder /tʃ/ in Algonkin-Erbwörtern. G vor E oder I war manchmal auch /d͡ʒ/, vgl. Gentilsog, 'Gentiles'. Entsprechend ausgesprochenes G als /ʒ/ eventuell in seltenen Lehnwörtern. |
| [k]   | C, K, Q medial/final: CC, CK, G, GG, GH, GK, HK, KH, KK, CQ                                                                         | kussokhoi /ˈkuˌsaˈkoj/, 'Berggipfel'                | Hacke              | |
| [kw]  | KW, Q, QU medial: CKQ, GW, GQU, KQU medial/final: GHK, KQ final: G, GK, GQ, K                                                       | quonꝏasq /ˈkwaˌnəˈwaːsˌkəw/, 'Kalebasse'            | quer               | Wörter, die auf /kw/ (oder /kəw/) enden, oft nur mit Konsonanten /k/. |
| [l]   | L | Lord /lɔrd/, 'Herr'                                 | Lied               | Selten, nur in Lehnwörtern. |
| [m]   | M medial/final: MM | micheme /ˌməˈchiːˌmə/, 'ewig'                       | Mutter             | M nach Vokal und vor einem Konsonanten können darauf hindeuten, dass vorheriger Vokal /ã/. |
| [n]   | N medial/final: NN | nippe /ˈnəpˌpə/, 'Wasser'                           | Nacht              | N nach Vokal und vor /t/, /tʲ/, /tʃ/, oder /k/ können darauf hindeuten, dass vorheriger Vokal /ã/. Wenn doppelt am Wortanfang, steht erstes N für /nə/. Auch wiedergegeben durch N.                                                                       |
| [p]   | B, P medial/final: BB, BP, PB, PP                                                                                                   | pohnque /ˈpãˌkəw/                                   | Noppe              | |
| [r]   | R | cherubimsog /ˈtʃɛˌrəˈbɪmˌsak/, 'Cherubim'           | rufen              | Selten, nur in Lehnwörtern. |
| [s]   | S, SH medial/final: SS, SH | seep /siːp/, 'Fluss'                                | Masse              | SH steht für /s/ nur in Konsonantengruppen wie SHK (/sk/). |
| [ʃ]   | SH, HSH | anshap /ˈãˈʃãp/, 'Fischernetz'                      | Schuh              | SH vor einem Konsonanten steht für /s/. |
| [sk]  | SC, SK, SKC, SHK, SHQ | oskosk /ˌaˈskask/, 'Heu'                            | Maske              | |
| [skw] | SKW, SQ, SQU, SKW medial: SCKQ, SGW, SGQU, SKQU medial/final: SGHK, SKQ final: SG, SGK, SGQ, SK                                     | squont /skwãt/, 'Tür'                               | squeeze (engl.)    | Wörter, die auf /skw/ (oder /skəw/) enden, oft nur mit Konsonanten /sk/. |
| [t]   | initial: D, DT, T medial/final: D, DD, DT, T, TD, TT                                                                                | tummunk /ˌtaˈmãk/, 'Biber'                          | Matte              | |
| [tʲ]  | initial: D, DT, T medial/final: D, DT, T, TT; eventuell auch JT oder DJ. Generell folgen diesen die Vokale E oder I und manchmal U. | wetu /ˈwiːˈtʲuː/, 'Siedlung'                        | tja                | |
| [v]   | V | silver /ˈsilvər/, 'Silber'                          | Welle              | Selten, nur in Lehnwörtern. Tritt auch auf als Vokalform von V (wechselnd mit U). |
| [w]   | W initial/medial: OO, Ꝏ | wompi /ˈwãˌpaj/, 'es ist weiß'                      | bauen              | W und U (Vokal nach Konsonant) sind auch /w/. Das Doppel-o-Digraph und Ligatur sind nur /w/ in Vokal-Kombinationen oder nach bestimmten Konsonanten. In Wordmitte oder Wortende oft nicht geschrieben.                                                    |
| [ks]  | X | oxsuog /ˈaksˌwak/, 'Ochsen'                         | Hexe               | Selten, nur in Lehnwörtern, doch kann /ks/ in Synkopenformen auftreten. |
| [j]   | Y medial: E | yehquog /ˈjaˌkwak/, 'Läuse'                         | ja                 | E steht für /j/ vor den kurzen Vokalen nach /iː/ und einem Konsonanten. Y wird manchmal verwendet für /aj/. |
| [z]   | Z | zamzummin /ˈzamˌzəmˈmiːn/, 'Samsummiter (Rafaiter)' | Sand               | Nur als /z/ in Lehnwörtern. Auch als /s/ in Algonkin-Erbwörtern, meist ersetzt durch S. |

### Vokale
Die Vokale der Massachusett-Sprache sind folgendermaßen rekonstruiert worden:
|             | Vorder | Zentral | Hinter |
| ----------- | ------ | ------- | ------ |
| Geschlossen | [iː]   |         | [uː]   |
| Mittel      |        | [ə]     |        |
| Offen       | [aː]   |         | [ã]    |

| Laut | Orthographie                                | Wortbeispiel                         | Deutsches Beispiel | Anmerkung |
| ---- | ------------------------------------------- | ------------------------------------ | ------------------ | --- |
| [a]  | A, AU, O, OU, OH, U                         | ouwassu /ˌaˈwaˌsuː/, 'er wärmt sich' | anders             | Lautwerte für /a/ vielleicht auch /ɑ/ und /ɔ/ |
| [aː] | A, Á, AA, AÁ, AH, AI, AIH, O, OH, OO, Ó, OH | nagum /ˈnaːkˌem/, 'sich selbst'      | Vater              | Lautwerte für /a/ vielleicht auch /ɑː/ und /ɔː/ |
| [ã]  | Ã, AM, AN, ÁU, AÚ, Õ, OM, ON, Û             | nâmâg, /ˈnãˌmãk/, 'Fisch'            | blanchieren        | A mit folgendem N ist /ã/ bei nachfolgendem /t/, /tʲ/, /tʃ/, /k/. A mit folgendem M bei nachfolgendem /p/. OH hinter N kann nasal sein. |
| [ə]  | A, À, E, I, O, OO, Ꝏ, OH, U, UH final: AH   | onkhup /ˈãˌkəp/, 'starkes Getränk'   | Blume              | Das Doppel-o-Digraph und die Doppel-o-Ligatur am Wortanfang steht für /ə/ oder /əw/ in manchen Vokal-Kombinationen. Es kann ungeschrieben auftreten zwischen Konsonanten und zugehörigem W oder U oder Vokal-Kombination mit /w/ am Anfang. |
| [uː] | OO, Ꝏ, U, Ú                                 | mꝏsi /ˈmuːˌsaj/, 'kahl'              | Mut                | OO, Ꝏ, und U können für /w/ in Vokal-Kombinationen und anderswo stehen. U kann für /juː/ stehen. |

Die Sprache ist reich an Vokal und Vokal-Semivokal-Kombinationen wie /a/ a/, /aː a/, /aː ã ã/ /ã ə/, /aː iː/, /ãwa/, /əj/, /əw/, /əwa/, /əwaː/, /əwã/, /əwə/, /awa/, /aːw/, /aw/, /ja/, /jã/, /iːw/ und /iːə/. Auf Grund der inkonsistenten Rechtschreibung des 17. Jahrhunderts sind die Vokale am schwierigsten zu rekonstruieren. Die genauen Lautwerte sind unbekannt, so dass die Vokale /a/, /ã/, und /aː/ auch /ɑ/, /ɑ̃/, /ɑː/ oder /ɔ/, /ɔ̃/, /ɔː/ ausgesprochen worden sein können. Das Digraph AU stand vielleicht für /a/, /a/, /aw/ oder Varianten von /a/.

## Grammatik
Die Massachusett-Sprache teilt grundlegende Strukturen mit anderen Algonkin-Sprachen. Substantive werden im Genus nach Belebtem und Unbelebtem unterschieden. So ist der Körper belebt, doch seine Teile unbelebt. Substantive und generell die dritte Person werden im Satz auch nach der Relevanz für das jeweilige Thema sowie nach An- oder Abwesenheit (Verlorenes, Verstorbene) markiert. Es gibt drei grammatische Personen mit einer Unterscheidung zwischen inklusivem und exklusivem Wir und zwei Numeri (Singular und Plural). Die Satzstellung ist meist Subjekt-Verb-Objekt oder Subjekt-Objekt-Verb, doch wird die Bedeutung der Aussage durch die synthetische Struktur der Sprache bestimmt. Verben werden nach vier Klassen unterschieden: animat-intransitiv (AI), inanimat-intransitiv (II), animat-transitiv (AT) und inanimat-transitiv (IT). Wie bei anderen polysynthetischen Sprachen wird die Bedeutung des Verbs durch eine Vielzahl von Präfixen und Suffixen bestimmt, so dass komplexe Aussagen oft durch eine einzige Verbform ausgedrückt werden.

## Wortschatz
Der Wortschatz der Massachusett-Sprache weist überwiegend Erbwörter der Algonkin-Sprachfamilie auf. Ein Vergleich mit anderen Algonkin-Sprachen zeigt die Verwandtschaftsbeziehungen.
Durch Eliots Übersetzungen fanden aber auch zahlreiche englische Lehnwörter Einzug, darunter Testament, shepsoh („Hirte“, von 'shepherd') oder mit der Beseelt-Pluralendung /-ek/ cowsuck („Vieh, Rinder“, von 'cow'), pigsack („Schweine“, 'pig'), sheepsog („Schafe“, 'sheep') und horseog („Pferde“, 'horses'), oder acre (englisches Flächenmaß), day („Tag“), month („Monat“), judge („Richter“), wheat („Weizen“) und barley („Hirse“).

## Lehnwörter aus dem Massachusett im Englischen
Die englischen Siedler übernahmen eine Reihe von Wörtern aus den Küsten-Algonkin-Sprachen, von denen einige auch ins Deutsche gelangt sind. Auf Grund deren großer Ähnlichkeit untereinander ist es oft nicht möglich zu entscheiden, aus welcher der Algonkin-Sprachen das jeweilige Wort entlehnt wurde. Folgende Lehnwörter können auf Grund ihrer Lautstruktur aus der Massachusett-Sprache stammen: 'moose' (mꝏs, „Elch“), 'Squaw' (squá, ussqua, eshqua, „Frau“), 'Papoose' (papaseit, „kleines Kind“, Narragansett papoos), 'Moccasin' (makussin, „Schuh“), 'Tomahawk' (tongkong), 'Totem' (wutokhit, „zu diesem Ort gehörig“), 'Manitou' (manitt, „Geist“) und andere.

### Wörterbücher
- Natick Dictionary
- Vocabulary of the Massachusetts (or Natick) Indian language (1829)
- Trumbull, James Hammond (1903). Natick Dictionary, Washington, DC: United States Government Printing Office (Washington) (also at the Internet Archive)

### Grammatiken
- Fermino, Jessie Little Doe (2000): An Introduction to Wampanoag Grammar (PDF; 7,0 MB), MIT
- Eliot, John (1666): The Indian Grammar Begun. Cambridge: Marmaduke Johnson.

### Texte
- "Algonquian Texts" (features many Wampanoag texts, including the bulk of the Eliot bible and subsequent missionary writings), University of Massachusetts
- Eliot, "Translation of the Book of Genesis, 1655, Kings Collection
- Eliot, John (1709): The Massachuset Psalter or, Psalms of David with the Gospel according to John. Boston, N.E: Company for Propagation of the Gospel in New England.
- OLAC resources in and about the Wampanoag language